# 790 a.C.

## Eventos
- Arquelau, rei de Esparta de 790 a.C. até 760 a.C. ano da sua morte, pertenceu à Dinastia Ágida.